# Ute Steyer
Ute Steyer, född 13 maj 1967, är en rabbin och den första kvinnliga rabbinen i Sverige.

## Biografi
Ute Steyers föräldrar var diplomater och hon växte upp i Aten, Berlin, Wien och London. Hon kom till Sverige 1992 och har studerat ekonomi bland annat i Lund och Stockholm. Under 1990-talet arbetade hon på Svenska handelskammaren och Ericsson. Ute Steyer var intresserad av filosofi och judiska textstudier och skrev in sig på en kurs på det nystartade Paideia år 2001, ett institut för judiska studier, där hon bestämde sig för att utbilda sig till rabbin. Efter studier i Israel och New York, där hon studerade vid det konservativa Jewish Theological Seminary, ordinerades hon till rabbin år 2009. Hon har sedan arbetat som doktorand vid Hebreiska universitetet i Jerusalem och vid ett judiskt teologiskt seminarium i New York. I januari 2015 blev Ute Steyer rabbin i Stora synagogan i Stockholm.